# 空间望远镜

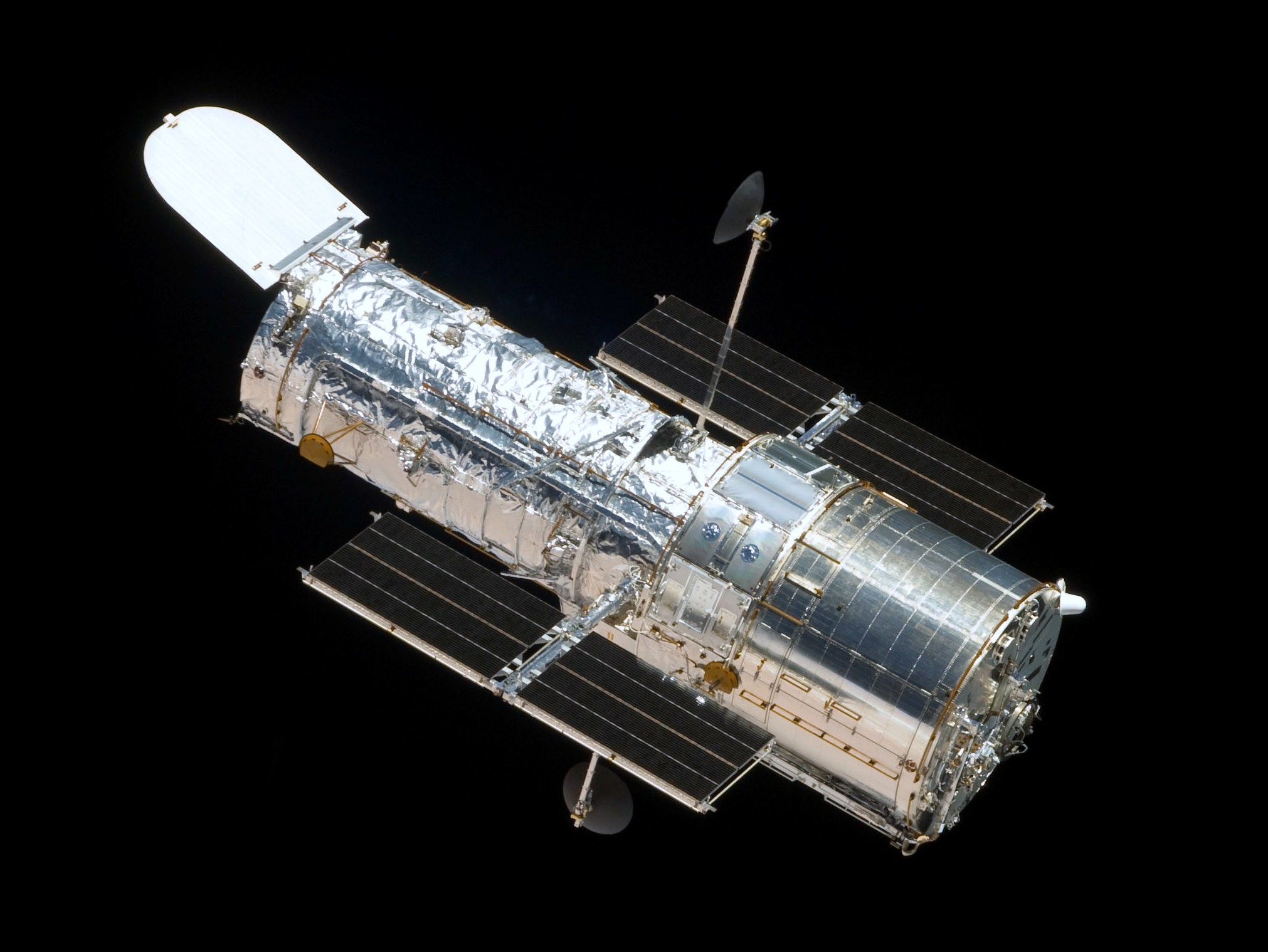
哈伯太空望遠鏡是大型轨道天文台之一。

空间望远镜或太空天文台，是在外太空用於觀測天體的望遠鏡。經由萊曼·史匹哲在1946年的提議，第一批運行的望遠鏡是1968年發射的美國軌道天文台OAO-2，以及1971年在蘇聯太空站Salyut 1上的Orion 1紫外線望遠鏡。
因為地球的大氣層對許多波段的天文觀測影響甚大，天文學家便設想若能將望遠鏡移到太空中，便可以不受大氣層的干擾得到更精確的天文資料。目前已有不少空间望远镜在太空中運行，例如：觀測可見光波段的哈勃空间望远镜，觀測X光波段的錢卓拉太空望遠鏡，觀察γ射線波段的康普頓天文台（已於2000年退役）以及觀測暗物质的暗物质粒子探测卫星等。

## 歷史
1837年，普魯士天文學家威廉·沃爾夫·比爾和約翰·海因里希·馮·馬德勒討論在月球上建立天文台的好處。1946年，美國理論天體物理學家萊曼·史匹哲提出一個太空望遠鏡的構想。史匹哲提議建立一個不會受到地球大氣層阻礙的大型望遠鏡。在1960年代和1970年代為建造這樣一個系統進行遊說之後，史匹哲的構想最終實現成了哈勃太空望遠鏡，它於1990年4月24日由發現號太空梭（STS-31）發射。
第一批運行的太空望遠鏡是1968年發射的美國軌道天文台OAO-2，以及1971年在蘇聯太空站Salyut 1上的Orion 1紫外線望遠鏡。

## 優點
在地球上的地面天文台進行天文學研究時，會受到大氣層對電磁輻射的過濾和扭曲（閃爍）影響。在大氣層外圍繞地球運行的望遠鏡，既不會受到大氣層的閃爍影響，也不會受到地球上人工光源的光害影響。因此，太空望遠鏡的角解析度通常比具有類似孔徑的地面望遠鏡高得多。許多較大的地面望遠鏡也因此而運用自適應光學技術以減少大氣效應。

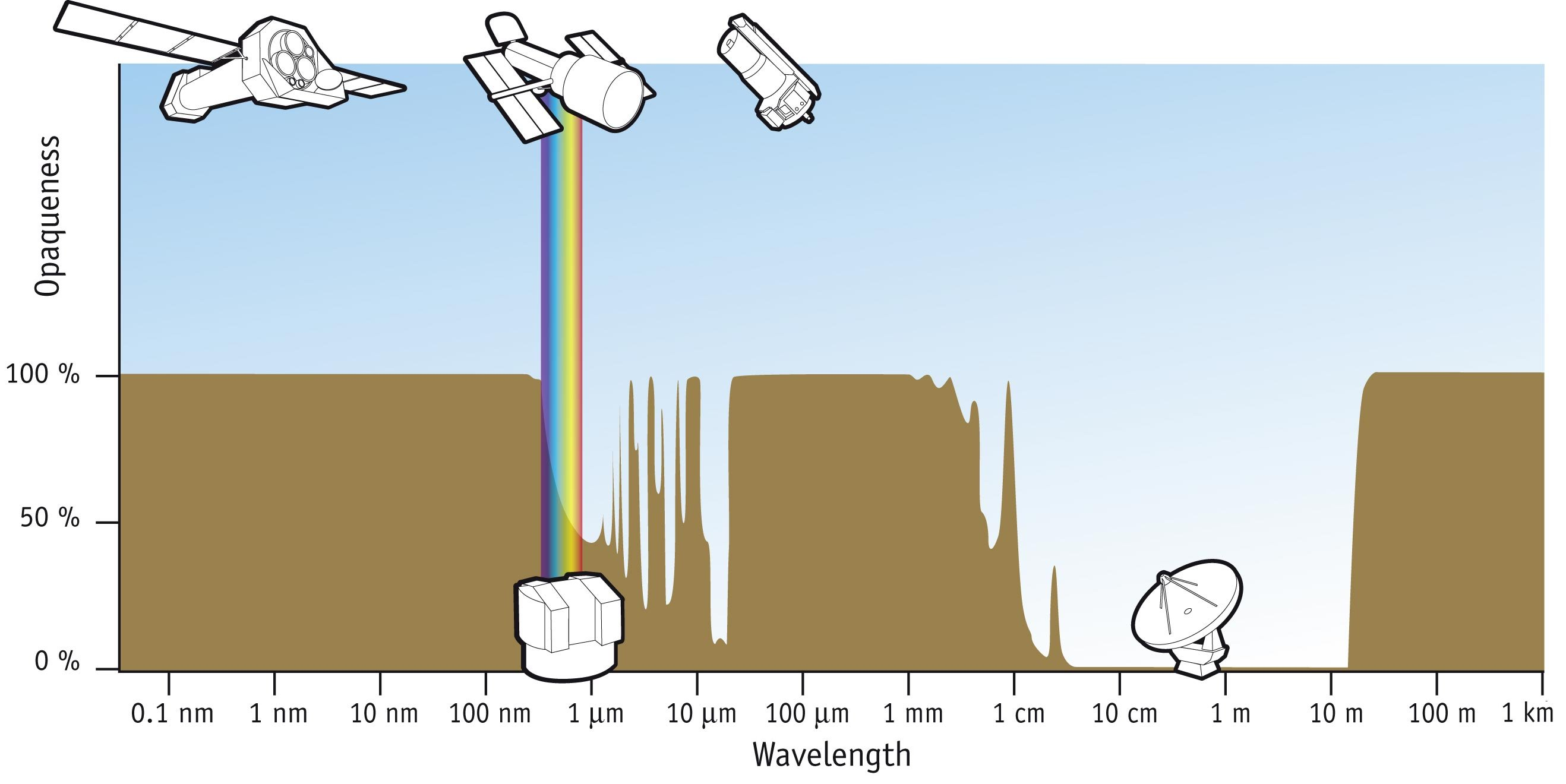
太空天文台及其工作波长范围。

太空天文學對於光學窗和無線電窗以外的頻率範圍更為重要，這是電磁波頻譜中僅有的兩個不被大氣層嚴重衰減的波長范圍。例如，X射線天文學在地球上進行幾乎是不可能的，只有由於錢卓拉天文台和XMM-牛頓衛星等軌道上的X射線望遠鏡，才達到目前天文學的重要性角色。紅外線和紫外線基本上也被阻擋。

## 缺點
太空望遠鏡的建造成本比地面望遠鏡高得多。由於它們的位置，太空望遠鏡也極難維護。哈勃太空望遠鏡是由太空梭提供服務的，但大多數太空望遠鏡根本無法獲得這種服務。

## 未來發展
美國國家航空暨太空總署、印度太空研究組織、歐洲太空總署、中國國家航天局、日本宇宙航空研究開發機構和後來由俄羅斯航太繼承的前蘇聯太空計劃已經發射許多衛星並營運中。截至2018年，許多太空望遠鏡和天文台已經完成了它們的任務，而其他的則繼續延長運行時間。然而，太空望遠鏡和天文站的未來可用性取決於及時和充足的資金。雖然美國國家航空暨太空總署、日本宇宙航空研究開發機構和中國國家航天局已經計劃建立未來的太空天文台，但科學家們擔心未來的計畫無法立即填補技術缺口，而這將影響基礎科學的研究。

## 望遠鏡列表

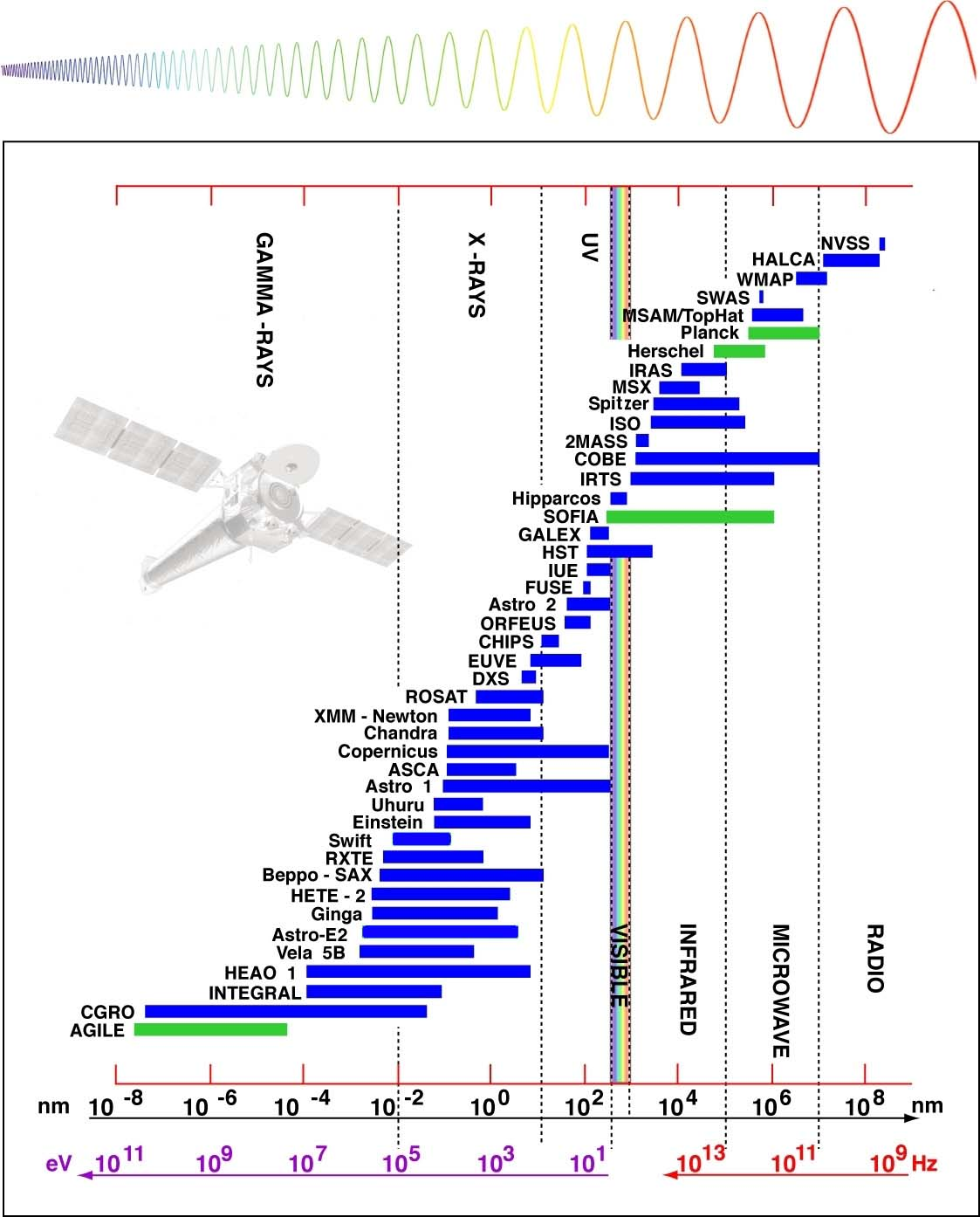
截至2005年，一些太空观测站及其波长工作范围。

### 退役
- 軌道天文台（OAO）
- 康普頓天文台（CGRO）
- 太陽極大期任務衛星（SMM）
- 紅外線天文衛星（IRAS）
- 紅外線太空天文台（ISO）
- 宇宙背景探測者（COBE）
- 斯皮策太空望遠鏡（Spitzer Space Telescope）

### 服役中
- 錢卓拉太空望遠鏡
- XMM-牛頓衛星（XMM-Newton）
- 普郎克巡天者
- 赫歇爾太空天文臺
- 費米伽瑪射線太空望遠鏡
- 暗物质粒子探测卫星
- 詹姆斯·韋伯太空望遠鏡

### 計畫中
- SPICA
- 巡天号光学舱